# My Kinda Party
My Kinda Party é o quarto álbum de estúdio do cantor norte-americano de música country Jason Aldean, lançado em 2 de novembro de 2010 pela Broken Bow Records. Após seu lançamento, alcançou a segunda colocação na lista da tabela musical Billboard 200.

## Faixas
| CD             |                                     |         |  |
| N.º            | Título                              | Duração |  |
| 1.             | "Tattoos on This Town"              | 3:22    |  |
| 2.             | "Dirt Road Anthem"                  | 3:49    |  |
| 3.             | "Church Pew or Bar Stool"           | 4:19    |  |
| 4.             | "My Kinda Party"                    | 4:44    |  |
| 5.             | "Just Passing Through"              | 3:20    |  |
| 6.             | "Fly Over States"                   | 3:38    |  |
| 7.             | "Don't You Wanna Stay"              | 4:16    |  |
| 8.             | "See You When I See You"            | 3:38    |  |
| 9.             | "It Ain't Easy"                     | 3:01    |  |
| 10.            | "Texas Was You"                     | 3:25    |  |
| 11.            | "Country Boy's World"               | 4:06    |  |
| 12.            | "I Ain't Ready To Quit"             | 3:33    |  |
| 13.            | "Heartache That Don't Stop Hurting" | 3:55    |  |
| 14.            | "Days Like These"                   | 3:59    |  |
| 15.            | "If She Could See Me Now"           | 3:30    |  |
| Duração total: | Duração total:                      | 56:44   |  |